# التدخين في الفلبين

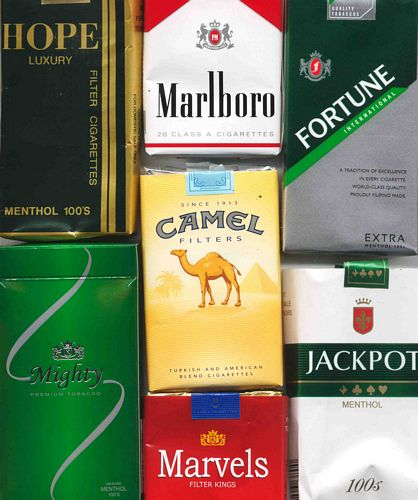
تشكيلة من أنواع السجائر التي تباع في الفلبين

التدخين في الفلبين يؤثر على نسبة كبيرة من السكان. وفقًا لمسح التبغ العالمي للبالغين لعام 2015 (GATS) الذي أُجري تحت رعاية وزارة الصحة الفلبينية، وهيئة الإحصاء الفلبينية، ومنظمة الصحة العالمية، والمراكز الأمريكية لمكافحة الأمراض والوقاية منها، فإن 23.8% من السكان البالغين كانوا "مدخنين حاليين". ويعادل ذلك 16.6 مليون من إجمالي 69 مليون بالغ في الفلبين.
في عام 2013، كانت الفلبين تمتلك أحد أعلى معدلات التدخين في آسيا، بالإضافة إلى بعض أدنى أسعار السجائر. وتضم الفلبين العديد من شركات تصنيع السجائر والسيجار الكبرى، بما في ذلك شركة مملوكة لـ فيليب موريس العالمية.
في عام 2006، قدّرت منظمة الصحة العالمية أن 10 فلبينيين يموتون كل ساعة بسبب السرطان والسكتة الدماغية وأمراض الرئة وأمراض القلب الناتجة عن التدخين.
تُعد الفلبين طرفًا في اتفاقية منظمة الصحة العالمية الإطارية بشأن مكافحة التبغ. وقد أثار هذا القلق لدى منظمة الصحة العالمية عندما استضافت الفلبين أحد أكبر معارض تجارة التبغ في العالم، وهو "ProTobEx Asia"، في عامي 2012 و2013.

## التاريخ

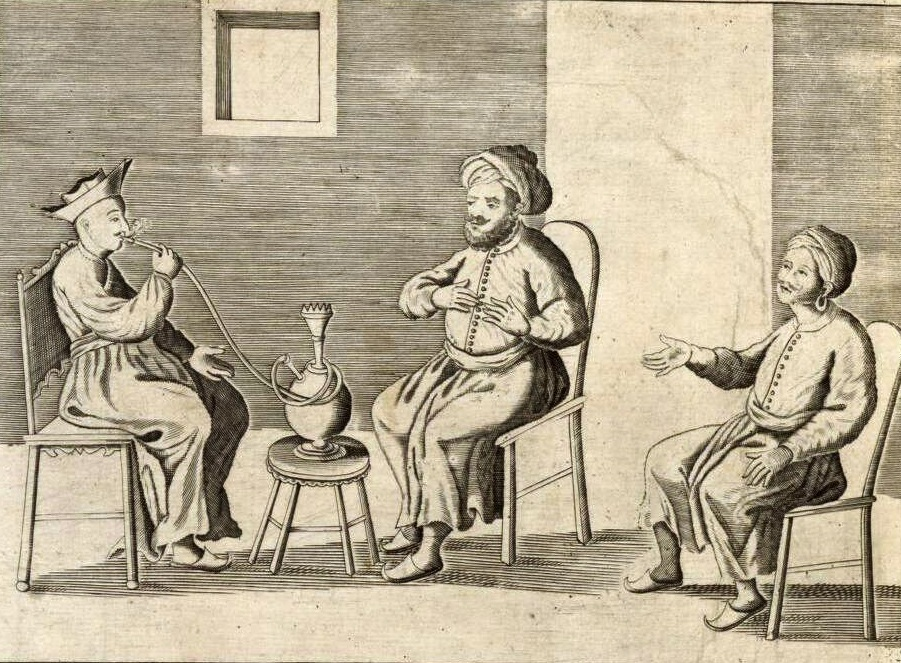
في هذا الرسم التوضيحي من عام 1734 من Carta Hydrographica y Chorographica de las Yslas Filipinas، يظهر أرمني يدخن من شيشة بينما يراقبه رجلان من الهند.

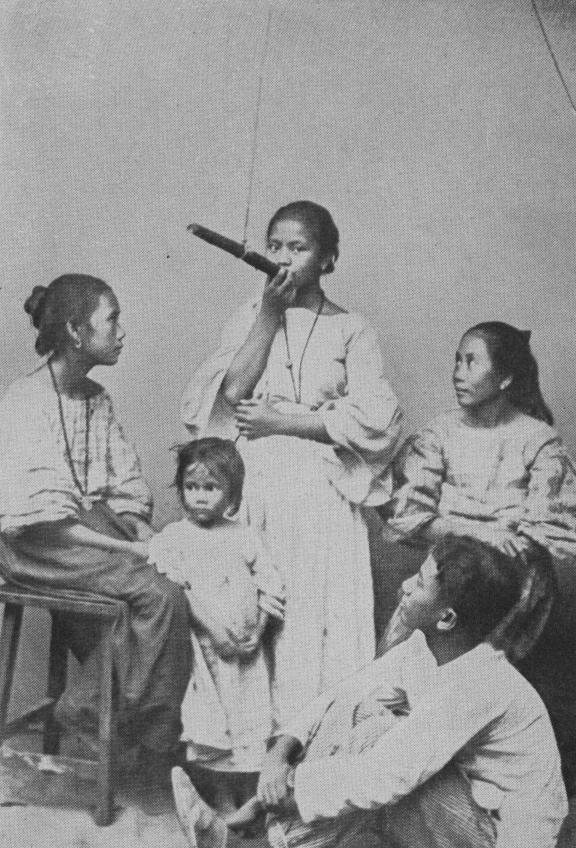
تدخين السيجار العائلي، شمال لوزون، 1912

تم إدخال التبغ إلى الفلبين في أواخر القرن السادس عشر خلال فترة الاستعمار الإسباني، عندما جلب الأوغسطينيون بذور تبغ السيجار إلى المستعمرة لزراعتها. وفي عام 1686، زار ويليام دامبير مينداناو وذكر أن التدخين كان عادة منتشرة. كما أصبح التبغ سلعةً للتجارة الخارجية مع هولندا، حيث اشترى الهولنديون من تيدور وتيرناتي الأرز، شمع العسل، والتبغ من المستعمرة الإسبانية.

### احتكار التبغ
تم تأسيس احتكار التبغ في الجزر الفلبينية خلال الحقبة الإسبانية من قبل الحاكم العام خوسيه باسكو إي فارغاس في 1 مارس 1782 بهدف زيادة الإيرادات الحكومية. وبإشراف الجمعية الاقتصادية لأصدقاء البلاد، كانت زراعة التبغ تتم تحت رقابة حكومية صارمة، واقتصرت على وادي كاجايان، منطقة إيلوكوس، نيفا إيسيجا، وماريندوكي. كان يتم منح مزارعي التبغ حصصًا سنوية، وتقوم الحكومة بشراء المحصول بأكمله. بعدها، تُرسل أوراق التبغ إلى مانيلا لتُصنع كـسيجار وسجائر في مصانع مملوكة للحكومة، ثم تُصدر للخارج. أصبح التبغ سلعةً رئيسية في تجارة الجاليون.
احتكار التبغ جعل المستعمرة مكتفية ذاتيًا ومربحة. ففي عام 1808، حققت الحكومة صافي ربح قدره 500,000 بيزو. وزادت هذه الأرباح في السنوات اللاحقة لتصل إلى 3,000,000 دولار عام 1881. نتيجة لهذا الاحتكار، أصبحت الفلبين أكبر دولة منتجة للتبغ في آسيا. ومع ذلك، كره المزارعون زراعة التبغ حيث كانوا تحت رحمة وكلاء الحكومة الذين كانوا يغشون في تحديد الأسعار، ولم يكن لديهم حرية زراعة محاصيل أخرى لأنفسهم ولعائلاتهم. كما شجع الاحتكار على انتشار الرشوة والتهريب بسبب الرغبة في التهرب من القوانين الحكومية الصارمة. تم إلغاء احتكار التبغ في عام 1882.

## التشريعات

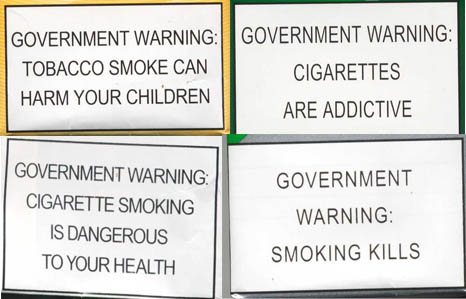
رسائل تحذيرية على عبوات السجائر المباعة في الفلبين قبل مارس 2016

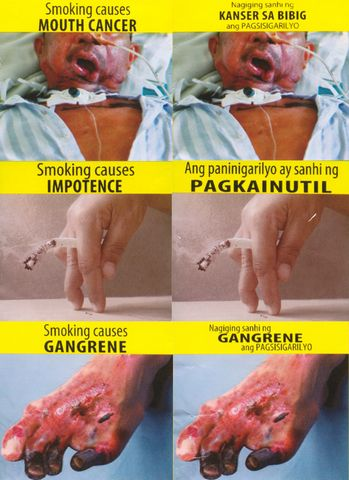
رسائل تحذيرية تصويرية على عبوات التبغ قبل مراجعة عام 2018

صدر القانون الجمهوري رقم 9211، المعروف باسم "قانون تنظيم التبغ لعام 2003"، لجعل بيع أو شراء أو تدخين منتجات التبغ لأي شخص يقل عمره عن 18 عامًا عملاً غير قانوني. ومع ذلك، كشف مسح أجرته وزارة الصحة أن أطفالًا لا تتجاوز أعمارهم خمس سنوات يبدأون التدخين. كما يفرض القانون قيودًا معينة ويحظر بعض الإعلانات المتعلقة بالتبغ، والشهادات، والرعايات، والتعبئة والتغليف.
في 1 يناير 2007، تم حظر الإعلانات التلفزيونية والإذاعية المتعلقة بالسجائر في الفلبين.
يتطلب قانون تنظيم التبغ وجود تحذيرات صحية نصية فقط على عبوات التبغ، على الرغم من أن معاهدة إطار منظمة الصحة العالمية بشأن مكافحة التبغ التي اعتمدت في مايو 2003، والتي كانت الفلبين من الدول الموقعة عليها، توصي بخلاف ذلك. وفي عام 2010، أصدرت وزارة الصحة أمرًا إداريًا يلزم بإضافة تحذيرات تصويرية على العبوات ويحظر استخدام أوصاف مضللة مثل "خفيف" و"لطيف" على منتجات التبغ تماشيًا مع المادة 11 من معاهدة مكافحة التبغ. وفي هذا السياق، رفعت شركات التبغ خمس دعاوى قضائية ضد وزارة الصحة تطعن في سلطتها.
في يونيو 2014، أقرّت لجنة تشريعية مكونة من أعضاء مجلس الشيوخ والنواب مشروع قانون، يُعرف باسم "قانون التحذيرات الصحية التصويرية"، يلزم شركات تصنيع السجائر بطباعة صور ورسوم توضح مخاطر التدخين على عبوات السجائر. تغطي هذه الصور النصف السفلي من الواجهتين الأمامية والخلفية لعبوة السجائر، وقد تشمل صورًا لرئتين مصابتين بالسرطان أو لحنجرة مصابة بالسرطان.
بسبب التدخل المستمر من قبل صناعة التبغ، استغرق الأمر أكثر من عام قبل أن يتم الانتهاء من القواعد واللوائح التنفيذية لقانون التحذيرات الصحية التصويرية من قبل "اللجنة المشتركة بين الوكالات للتبغ" (IAC-T)، والتي كان معهد التبغ الفلبيني عضوًا فيها.
في مارس 2016، بدأ تنفيذ قانون التحذيرات الصحية التصويرية، مما يلزم شركات التبغ بطباعة 12 نموذجًا من التحذيرات الصحية التصويرية على عبوات السجائر المباعة في البلاد. تنص القواعد واللوائح التنفيذية للقانون على أن جميع عبوات السجائر المتداولة في السوق يجب أن تحتوي على تحذيرات تصويرية تغطي النصف السفلي من العبوة بحلول نوفمبر 2016.
حظر التدخين
يحظر قانون تنظيم التبغ التدخين في الأماكن العامة مثل المدارس والمرافق الترفيهية، والمصاعد والسلالم، والمستشفيات، ودور الرعاية، والمختبرات، ووسائل النقل العام والمرافق العامة مثل المطارات ومحطات السفن، ومحطات القطار والحافلات، والمطاعم وقاعات المؤتمرات، باستثناء غرف التدخين المنفصلة.
في 16 مايو 2017، أصدر الرئيس رودريغو دوتيرتي الأمر التنفيذي الفلبيني رقم 26 الذي يعزز قانون تنظيم التبغ.
قانون تنظيم السجائر الإلكترونية
في 25 يوليو 2022، أصبح قانون "تنظيم منتجات النيكوتين والمنتجات غير النيكوتينية المُبخَّرة" نافذًا. يهدف القانون إلى تعزيز بيئة صحية، وحماية المواطنين من المخاطر المحتملة لهذه المنتجات الاستهلاكية الجديدة، والحد من أضرار التبغ الناتجة عن التدخين، وتقييد وصول هذه المنتجات للأفراد الذين تبلغ أعمارهم 18 عامًا فما فوق.
الإحصائيات
المنتج التبغي المفضل للفلبينيين هو السجائر، وأكثر العلامات التجارية شيوعًا هي مارلبورو.
يُقدر أن كل مدخن بالغ يستهلك 838 سيجارة، أي ما يعادل حوالي 42 عبوة سجائر سنويًا.
هناك 17.3 مليون مدخن بالغ في الفلبين (15 عامًا أو أكثر)، 84٪ (14.6 مليون) منهم ذكور، و16٪ (2.8 مليون) إناث. بالإضافة إلى ذلك، يدخن 23٪ من البالغين الفلبينيين التبغ يوميًا؛ حيث تبلغ النسبة بين الذكور 38.2٪ بمتوسط 11 سيجارة يوميًا، وبين الإناث 6.9٪ بمتوسط 7 سجائر يوميًا.
حاول ما يقرب من نصف المدخنين البالغين (48٪) الإقلاع عن التدخين، لكن 5٪ فقط نجحوا في ذلك.
التدخين السلبي
يُعد التدخين السلبي مصدر قلق صحي كبير. حيث يتعرض أكثر من نصف (55٪) البالغين الذين يستخدمون وسائل النقل العام للدخان السلبي، وفي أماكن العمل التي لا تتبع سياسة منع التدخين، يتعرض أكثر من 75٪ من العمال للتدخين السلبي.
أجرت وزارة الصحة في عام 2007 مسحًا كشف أن طالبًا من بين كل خمسة طلاب في الفلبين هو مدخن للسجائر. وُجد أيضًا أن التعرض للتدخين السلبي مرتفع، حيث يتعرض 7 من كل 10 طلاب للدخان السلبي عندما يكونون مع أشخاص آخرين خارج المنزل. بالإضافة إلى ذلك، فإن أكثر من نصف الطلاب لديهم والد مدخن.
وفقًا لتقرير صدر في عام 2016، يتوفى 200 فلبيني يوميًا بسبب الأمراض المرتبطة بالتدخين.

## قراءات إضافية
- دي خيسوس، إد. سي. (1980). احتكار التبغ في الفلبين: مؤسسة بيروقراطية وتغيير اجتماعي، 1766-1880. مطبعة جامعة أتينيو. ISBN:9715501680. مؤرشف من الأصل في 2022-11-13. اطلع عليه بتاريخ 2014-04-24.

## روابط خارجية
- وزارة الصحة: الفلبين الخالية من التدخين
- وزارة الزراعة: الإدارة الوطنية للتبغ